# Ломтадзе, Михаил Нугзарович
Михаил (Михеил) Нугзарович Ломтадзе (груз. მიხეილ ნუგზარის ძე ლომთაძე, р. 17 октября 1975 года, Батуми) — казахстанский технологический предприниматель, инвестор, сооснователь, акционер и председатель правления Kaspi.kz, акционер и председатель наблюдательного совета объединённой компании «Колёса, Крыша, Маркет», председатель совета директоров Hepsiburada.
Член консультативного совета Гарвардской бизнес-школы по региону Средней Азии, Турции, Ближнего Востока и Северной Африки.

## Образование
Михаил получил степень BBA в European School of Management (Грузия, Тбилиси) в 1997 году и степень MBA в Harvard Business School в 2002 году.

## Ранняя карьера
Свою первую компанию Georgia Consulting Group Audit Михаил создал довольно рано, в 1995-м, еще будучи студентом в Тбилиси. Компания оказывала аудиторские и консалтинговые услуги. В 2002 году Ломтадзе успешно продал фирму — она стала частью глобальной сети Ernst & Young.
После этого он начал карьеру в крупнейшем в России фонде частных капиталовложений Baring Vostok Capital Partners — сначала как менеджер проектов, а затем, как партнер. Руководил инвестициями в компаниях: «Европлан», «Центр финансовых технологий».
2003—2005 — возглавлял российскую ассоциацию венчурного инвестирования.
С 2003 по 2006 занимал пост председателя совета директоров российской лизинговой компании «Европлан». Заключил сделку на 20 миллионов долларов США по приобретению компании «Кельвин», лизингового подразделения группы компаний «Рольф».

## Kaspi.kz
В 2006 году фонд Baring Vostok приобрел контрольный пакет акций казахстанского Банка Каспийский, после чего Михаил занял пост члена совета директоров, а спустя год, по приглашению Вячеслава Кима, -  председателя правления. Ломтадзе увидел конкурентное преимущество Kaspi в технологиях и сервисе, перераспределил ресурсы, провел ребрендинг и начал строить экосистему.
Бизнес-экосистема Kaspi.kz, созданная под руководством Михаила Ломтадзе, объединяет ряд сервисов для физических лиц и организаций розничной торговли. Помимо стандартных банковских продуктов — депозитов, кредитов, платёжных переводов — предлагается интернет-площадка для купли-продажи товаров и мобильное приложение.
По мнению обозревателей казахской деловой прессы, Kaspi.kz под управлением Михаила Ломтадзе входит в число наиболее успешных проектов в Казахстане и играет весомую роль в процессе эволюции казахстанских банков второго уровня в маркетплейсы.
21 февраля 2020 года президент Казахстана Касым-Жомарт Токаев провёл встречу с Вячеславом Кимом и председателем правления Kaspi.kz Михаилом Ломтадзе, в ходе которой обсуждалась стратегия развития цифровых сервисов, перспективы роста электронной коммерции в Казахстане, а также планы компании по поддержке малого и среднего бизнеса. Президент отметил важность внедрения технических инноваций в деятельности Kaspi.kz.
Спустя год, 26 февраля 2021 года президент Казахстана Касым-Жомарт Токаев провёл вторую встречу с основателями Kaspi.kz Вячеславом Кимом и Михаилом Ломтадзе, в ходе которой были обозначены перспективные направления совместной деятельности государственных органов и Kaspi.kz, в том числе в вопросах развития безналичных платежей в Казахстане.
31 мая 2022 году в ходе очередной встречи президент обсудил перспективные планы развития международно признанной финтех-компании Kaspi.kz.
Следующие встречи состоялись в 2024 году. 25 января президент поздравил сооснователей Kaspi.kz с успешным IPO на фондовой бирже NASDAQ в США. В ходе встречи были обсуждены возможности и перспективы улучшения экономической ситуации в стране, а также пути привлечения новых инвесторов со всего мира в Казахстан. А 21 августа глава государства выразил поддержку акционерам Kaspi.kz, отмечая важность новых сервисов компании в содействии малому и среднему предпринимательству в Казахстане.
В феврале 2021 года Михаил Ломтадзе принял участие в пленарной сессии ежегодного международного форума «Digital Almaty 2021: цифровая перезагрузка: рывок в новую реальность», на которой политические лидеры, руководители крупных IT-компаний, а также международные эксперты обсуждали цифровую повестку Евразийского экономического союза.

## Другие проекты
2006 – 2010 — член правления российского Центра финансовых технологий.
В феврале 2013 года Михаил Ломтадзе совместно с Вячеcлавом Кимом за 15 миллионов долларов США приобрёл объединённую компанию Колёса, Крыша, Маркет, в которой стал председателем наблюдательного совета.
В 2017 году инвестировал более 1 млрд. рублей в розничную сеть автомобилей с пробегом Automama.ru.
В 2024 году Михаил Ломтадзе стал членом совета директоров и партнером английского профессионального футбольного клуба Уиком Уондерерс, на базе которого планирует создание детской футбольной академии с филиалами в Казахстане и Англии.
31 января 2025 года Михаил Ломтадзе был избран председателем совета директоров компании Hepsiburada.
26 мая 2025 года избран в состав исполкома Казахстанской федерации футбола.

## Состояние и позиция в рейтинге Forbes
В 2022 году занял пятую позицию рейтинга «50 богатейших бизнесменов Казахстана» по версии Forbes Kazakhstan с состоянием $3 млрд. Занял 6-е место в рейтинге «Самые влиятельные бизнесмены Казахстана» в 2024 году. Михаил Ломтадзе с 2021 года входит в глобальный список миллиардеров Forbes, за четыре года он поднялся с 956-й строки рейтинга  на 597-ю позицию в 2025 году, с состоянием оцениваемым в $ 5,9 млрд.

## Филантропия
В октябре 2013 года вместе с председателем совета директоров Kaspi.kz, Вячеславом Кимом и актером Антонио Бандерасом подписал чек на 38 млн. тенге для передачи средств на счет благотворительного фонда «Аяла» для приобретения оборудования для новорожденных. С начала проекта выживаемость среди таких детей в Казахстане возросла с 5% до 37%.
В марте 2017 года Вячеслав Ким совместно с Михаилом Ломтадзе подарили проекту «Аутизм победим» капитально отремонтированное здание площадью 1400 квадратных метров.
В январе 2022 года основатели Kaspi.kz Вячеслав Ким и Михаил Ломтадзе выделили 579 млн тенге в помощь субъектам малого предпринимательства пострадавшим во время протестов в Казахстане. И передали 10 млрд тенге в фонд «Народу Казахстана», деятельность которого направлена на решение проблем здравоохранения, образования, социальной поддержки, культуры и спорта.

## Награды
В декабре 2012 года награжден орденом «Курмет» за значительный вклад в развитие экономики и Казахстанской банковской системы.
В декабре 2021 года удостоен Ордена «Достык» за значительный вклад в социально-экономическое развитие Казахстана.
C 2018 по 2022 годы и в 2024 году признан лучшим СЕО в Казахстане по версии Kazakhstan Growth Forum.
С 2017 по 2021 год признан лучшим руководителем казахстанского бизнеса, по результатам исследования, проведённого аудиторской компанией PricewaterhouseCoopers — респонденты назвали председателя правления Kaspi.kz лидером в использовании передовых технологий в Казахстане, отмечая такие его качества как адаптивность, стратегическое видение и клиентоориентированность.
В июне 2020 года награжден медалью «Халық алғысы» за значительный вклад в борьбу с пандемией Covid-19 в Казахстане.. Основатели Kaspi.kz Вячеслав Ким и Михаилом Ломтадзе приняли активное участие в борьбе c пандемией Covid-19, оказав финансовую поддержку системе здравоохранения Республики Казахстан, выделив 100 миллионов тенге на приобретение экспресс-тестов и аппаратов ИВЛ, и безвозмездно передав государству 100 машин скорой помощи.
В 2020 году впервые в своей истории журнал Forbes Kazakhstan объявил лауреатами звания «Бизнесмен года» сразу двух предпринимателей – основателя Kaspi.kz Вячеслава Кима и председателя правления компании Михаила Ломтадзе. Как отмечают в редакции безусловным главнейшим фактором выбора сразу двух представителей одной компании стал беспрецедентно успешный выход Kaspi.kz на IPO на Лондонскую биржу в октябре 2020.